# Kanton Colmar-1
Colmar-1 is een op 22 maart 2015 gevormd kanton van het Franse departement Haut-Rhin. Het kanton maakt deel uit van het arrondissement Colmar-Ribeauvillé en omvat de gemeente Ingersheim, die daarvoor deel uitmaakte van het op die dag opgeheven kanton Kaysersberg, en een deel van de gemeente Colmar.